# 플래시의 동조 연결

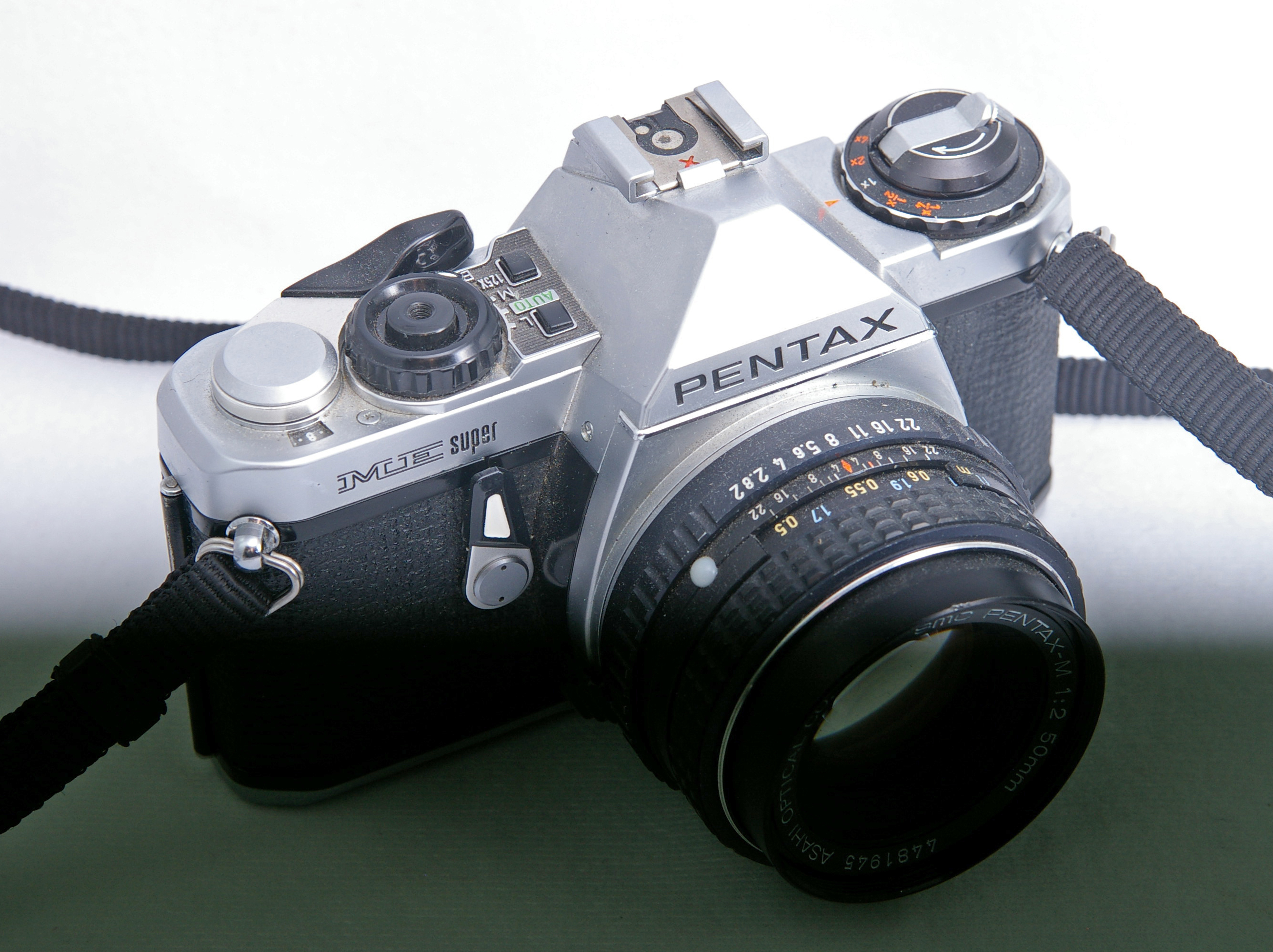
부적절한 동조의 예시

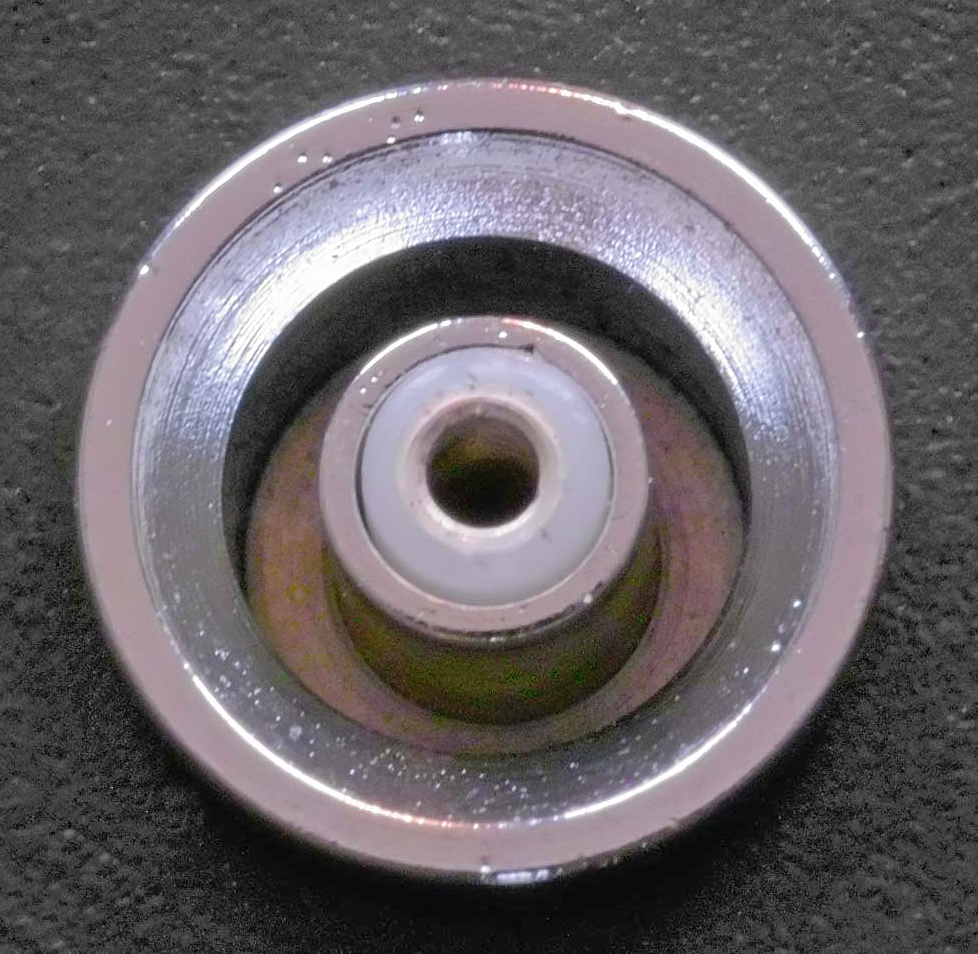
PC 소켓

플래시의 동조 연결(Flash synchronization, flash sync) 또는 싱크로 접점은 사진술에서 사진 필름이나 전자 이미지 센서에 빛을 받아들이는 셔터가 열리는 것과 사진 플래시의 발광을 동기화하는 것이다.
기계식(시계장치) 셔터가 있는 사진기에서 동기화는 셔터 개방 과정에서 적절한 순간에 회로를 닫는 셔터 메커니즘 내의 전기 접촉을 통해 지원된다. 전자 디지털 카메라에서 메커니즘은 일반적으로 프로그래밍 가능한 전자 타이밍 회로이며 일부 카메라에서는 기계식 셔터 접점에서 입력을 받을 수 있다. 플래시는 표준화된 동축 PC(Prontor/Compur용) 3.5mm(1/8") 커넥터(ISO 519에 정의됨)가 있는 케이블이나 액세서리 마운트(핫슈)의 접점을 통해 카메라에 전기적으로 연결된다.
주변 조명이 상당히 밝을 때 셔터 속도가 빠를수록 더 좋은 경우가 많으며 플래시는 모션 블러 없이 역광을 받는 피사체를 플래시로 채우거나 작은 조리개를 사용하여 피사계 심도를 늘리는 데 사용된다. 또 다른 창의적인 용도로 움직이는 피사체의 사진가는 플래시 조명 영역에 겹쳐진 이미지의 주변 조명 영역의 모션 블러를 기록하기 위해 느린 셔터 속도와 플래시 노출을 의도적으로 결합할 수 있다.

## 같이 보기
- 가이드 넘버
- TTL 측광